# Děkanství v Kácově
Děkanství v Kácově je barokní budova sloužící dříve jako fara.

## Historie
Původní kácovská fara stávala na místě dnešní radnice. První záznam o faře pochází z druhé poloviny XIV. století. Asi od r. 1420 do r. 1622 byla fara spravována faráři víry utrakvistické, poté v r. 1623 protestantské. V následujících letech fara i kostel osiřely. R. 1658 byl opět dosazen katolický farář, který současně spravoval i sousední osady: Čestín Kostel, Zruč a Soutice a filiální kostely v Petrovicích, Psářích a Polipsech.
Obživu faráře zajišťovaly pozemky příslušející k faře a desátky. Pozemky se nacházely za farou, proto se jim dodnes říká „na farářství“. Když fara osiřela, byly dány pozemky do pronájmu osadníkům, kteří je posléze zapisovali včetně fary do gruntovních knih jako vlastní. Při následujícím narovnání pozemky i fara zůstaly osadníkům a faře byly dány k užívání pozemky kostela v Petrovicích a Polipsech. Novému katolickému faráři byl určen dřevěný domek s kamennou podezdívkou a se zahradou nad vinopalnou, kde je fara dodnes. Fara byla od kostela dost vzdálena. Dřevěné farní obydlí se postupně stávalo neobyvatelným.
R. 1709 nastoupil na faru kněz Mikuláš F. Kratochvíle, za jehož úřadování byly farní poměry nově uspořádány a r. 1718 se pustil do stavby fary v nynější podobě. Zdejší patron, hrabě Breda, známý z Vrchlického Selských balad, ničím nepřispěl. Stavbu tak financoval Mikuláš F. Kratochvíle sám a ze zádušních peněz. Tak povstala nynější důkladná jednopatrová kamenná budova dokončená v roce 1718. V ní založil v r. 1750 farář K. J. Foršt první pamětní knihu Kácova (kroniku), jejíž kopie je dodnes zdrojem důležitých informací. Z farní kroniky čerpal většinu dat historik A. N. Vlasák. V r. 1873 zemřel farář Karel Hadrava a byl pochován na zdejším hřbitově. Hrob se nachází u hlavního kříže. Farář Norbert Procházka byl v r. 1875 jedním ze zakládajících členů Sboru dobrovolných hasičů v Kácově.
Posledním stálým obyvatelem děkanství byl kněz Josef Socha v letech 1977 - 1982.

## Povodně
Barokní objekt slouží i jako ukazatel nejhorších záplav, které kdy Kácov postihly. Prvního srpna 1714 postihla městečko neslýchaná povodeň a voda dostoupala až do spodního pokoje fary.

## Památkové aspekty
Děkanství sloužící jako fara je památkově chráněno od r. 1958 a je evidováno v památkovém fondu Státního ústavu památkové péče. Vedle budovy děkanství je předmětem ochrany i hospodářské stavení, brána s brankou a přilehlé pozemky. 
Na objektu se oceňuje valbová střecha, starobylá forma spjatá s krovem s hřebenovou vaznicí a slaměnou krytinou. Vyskytuje se ponejvíce u lidových staveb. Rozsáhlejší stavební úpravy fary proběhly v roce 1978 za faráře Josefa Sochy, který faru opustil v roce 1982.
V r. 2016 byla provedena oprava střechy a na každém z nových komínů je vyznačen kříž.